# Gunthar (biskup Nantes)

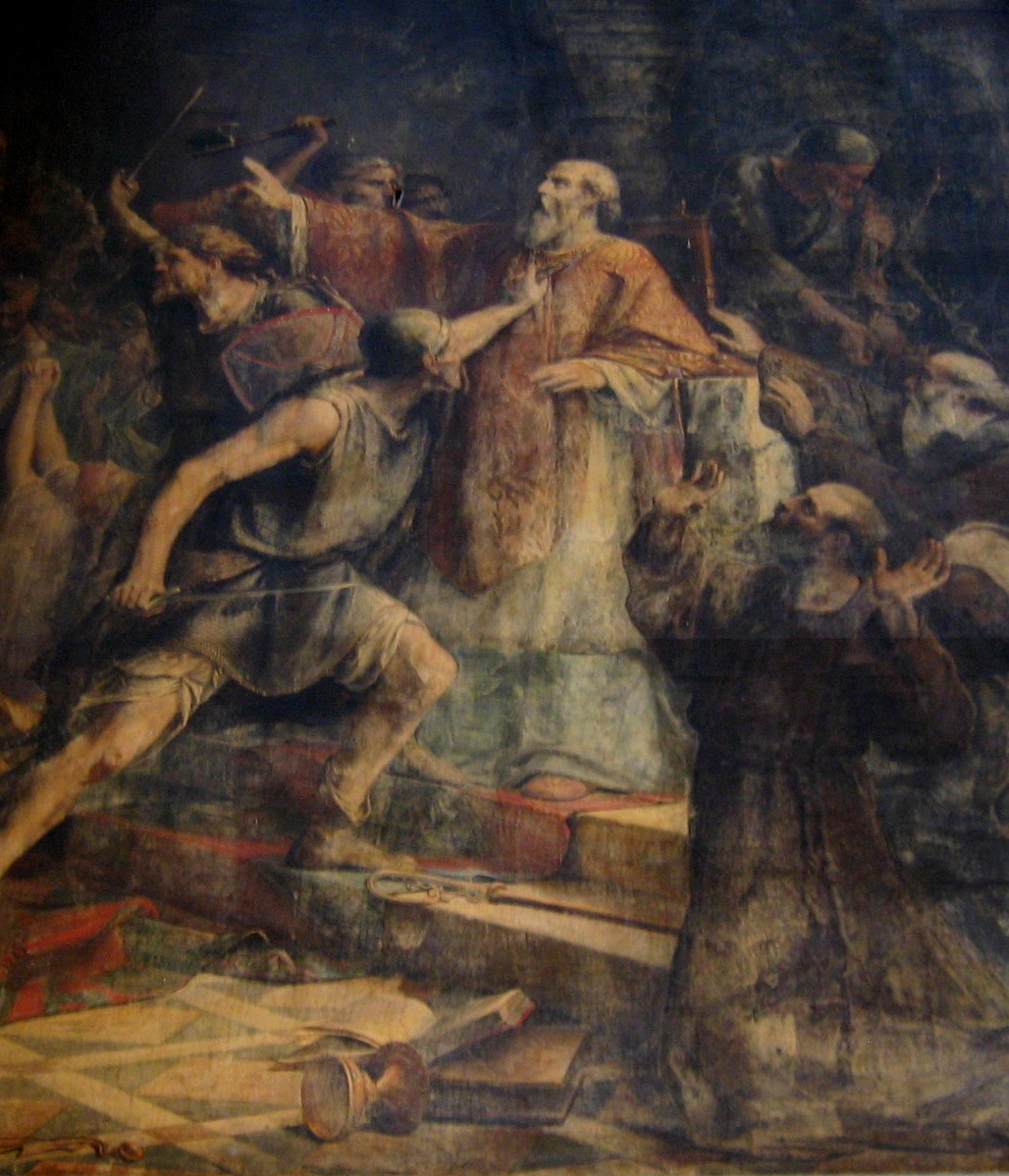
Zabójstwo biskupa Gunthara przedstawione na obrazie autorstwa Édouarda Jolina.

Gunthar (zm. 24 czerwca 843) – biskup Nantes, zabity przez wikinga w katedrze w Nantes, podczas odprawiania mszy.